# The Ghettos Tryin to Kill Me!
Albums de Master P
Mama's Bad Boy
(1992) 99 Ways to Die
(1995)
The Ghettos Tryin to Kill Me! est le troisième album studio de Master P, sorti le 18 mars 1994 et réédité en 1997.

## Liste des titres
| 1.  | Intro                                                         | | 0:12 |
| 2.  | Some of These Hoes Jack (featuring King George et Lil Ric)    | Five Minutes of Funk de Whodini                                                                      | 4:38 |
| 3.  | Late Night Creepin' (featuring Big Ed)                        | You're Getting a Little Too Smart des Detroit Emeralds                                               | 4:25 |
| 4.  | Playa Haterz                                                  | | 5:17 |
| 5.  | Somethin' Funky for the Street                                | | 3:18 |
| 6.  | Commercial                                                    | Let's Do It Again des Staple Singers                                                                 | 2:33 |
| 7.  | Any Thing Goes                                                | | 4:59 |
| 8.  | Study Being for a Gangsta (featuring King George)             | Player's Balling (Players Doin' Their Own Thing) des Ohio Players                                    | 4:02 |
| 9.  | The Ghetto's Tryin' to Kill Me! (featuring Silkk the Shocker) | Top of the World de Kenya Gruv Theme From Mahogany (Do You Know Where You're Going To) de Diana Ross | 4:37 |
| 10. | Bastard Child                                                 | Kissing My Love de Bill Withers Love Don't Live Here Anymore de Rose Royce Dopeman des N.W.A         | 4:55 |
| 11. | Just an Everyday Thang (featuring C-Murder)                   | | 5:08 |
| 12. | Commercial Rev Intro                                          | | 1:24 |
| 13. | Rev. Do Wrong (featuring TRU)                                 | Flash Light de Parliament                                                                            | 3:37 |
| 14. | Hands of Dead Man                                             | | 4:41 |
| 15. | 211 (featuring Sonya C)                                       | Cissy Strut des Meters                                                                               | 4:03 |
| 16. | No Limit Party                                                | | 7:10 |

| 1.  | Intro                                           |                          | 0:11 |
| 2.  | The Ghettos Tryin' to Kill Me!                  |                          | 4:09 |
| 3.  | Always Look a Man in the Eyes (Titre bonus)     |                          | 5:06 |
| 4.  | Anything Goes                                   |                          | 3:09 |
| 5.  | Late Night Creepin'                             |                          | 4:14 |
| 6.  | I Got the Dank                                  | Underground de Tom Waits | 2:31 |
| 7.  | Robbery (Titre bonus - Interprété par C-Murder) |                          | 3:31 |
| 8.  | Playa Haterz                                    |                          | 3:36 |
| 9.  | Some Jack                                       |                          | 3:57 |
| 10. | Something for the Street                        |                          | 3:18 |
| 11. | Bastard Child                                   |                          | 2:29 |
| 12. | Hands of a Dead Man                             |                          | 2:50 |
| 13. | 211                                             |                          | 4:01 |
| 14. | Just an Everyday Thang                          |                          | 3:12 |
| 15. | No Limit Party                                  |                          | 3:58 |